# Darkness at Noon
Darkness at Noon é o segundo álbum de estúdio da banda A Hawk and a Hacksaw, lançado em 2005 pela gravadora The Leaf Label.
| Críticas profissionais                                                      | Críticas profissionais |
| Avaliações da crítica                                                       | Avaliações da crítica  |
| Fonte                                                                       | Avaliação              |
| --------------------------------------------------------------------------- | ---------------------- |
| All Music Guide                                                             | [ 1 ]                  |
| Esta tabela precisa de ser acompanhada por texto em prosa. Consulte o guia. |                        |

## Faixas
1. "Laughter in the Dark" - 7:55
2. "The Moon Under Water" - 3:59
3. "The Water Under the Moon" - 3:52
4. "A Black and White Rainbow" - 4:49
5. "For Slavoj" - 4:58
6. "Europa" - 3:50
7. "Pastelka On the Train" - 3:13
8. "Goodbye Great Britain" - 1:34
9. "Our Lady of the Vlatva" - 1:36
10. "Wicky Pocky" - 5:08
11. "Portland Town" - 5:16